# Michael Peter
Michael Peter (Heidelberg, 7 mei 1947 - Leimen, 23 oktober 1997) was een hockeyer uit Duitsland. 
Peter werd in 1972 in eigen land olympisch kampioen, vier jaar later eindigde Peter met zijn ploeggenoten als vijfde. Aan de Olympische Zomerspelen 1980 nam Peter niet deel omdat zijn land de spelen boycotte. Na twee bronzen medailles op de wereldkampioenschappen haalde Peter in 1982 de finale van het wereldkampioenschap die verloren werd van Pakistan. Twee jaar stond Peter als aanvoerder van de West-Duitse ploeg in de olympische finale wederom tegen Pakistan en verloor ditmaal met 2-1 in de verlenging.

## Erelijst
- 1971 – 5e Wereldkampioenschap in Barcelona
- 1972 –  Olympische Spelen in München
- 1973 –  Wereldkampioenschap in Amstelveen
- 1975 –  Wereldkampioenschap in Kuala Lumpur
- 1976 – 5e Olympische Spelen in Montreal
- 1978 – 4e Wereldkampioenschap in Buenos Aires
- 1982 –  Wereldkampioenschap in Bombay
- 1984 –  Olympische Spelen in Los Angeles

Christian Bassemir · 
Stefan Blöcher · 
Dirk Brinkmann · 
Heiner Dopp · 
Carsten Fischer · 
Tobias Frank · 
Volker Fried · 
Thomas Gunst · 
Uli Hänel · 
Karl-Joachim Hürter · 
Andreas Keller · 
Felix Krull · 
Michael Peter  · 
Thomas Reck · 
Ekkhard Schmidt-Opper · 
Markku Slawyk · 
Coach: Klaus Kleiter